# Elias Koromilas
Elias Koromilas (Atenas, Grecia, 24 de junio del 1973) es un árbitro de baloncesto griego de la FIBA.

## Trayectoria
Fue nombrado árbitro FIBA en 2007. Desde entonces ha Copas del Mundo Sub-19, Eurobaskets, torneos de clasificación para los Juegos Olímpicos y regularmente dirige la Euroliga.

## Temporadas
| Categoría  | País   | Año               |
| ---------- | ------ | ----------------- |
| A1 Ethniki | Grecia | Actualidad        |
| FIBA       | Mundo  | 2007 - Actualidad |
| Euroliga   | Europa | 2007 - Actualidad |